# R-330P Piramida
R-330P Piramida (ros. Р-330П «Пирамида») – radziecki system walki elektronicznej wykorzystywany przez wojska Układu Warszawskiego, prekursor rodziny R-330.

## Historia
W okresie zimnej wojny radzieccy planiści zdawali sobie sprawę, że jednym z kluczowych elementów pola walki będzie walka elektroniczna. Możliwość skutecznego śledzenia i selektywnego zagłuszania urządzeń łączności przeciwnika była uważana za jeden z kluczowych elementów uzyskania przewagi. Jednym z pierwszych radzieckich systemów walki elektronicznej był R-330 „Mandat”, składający się ze stacji R-330B Mandat-B, R-330U Ukol, R-330P Piramida, a także R-325U oraz R-378A. Taktycznym środkiem walki elektronicznej w wojskach Układu Warszawskiego był system R-330P Piramida, który pozwalał na selektywne zagłuszanie łączności w zakresie od 30 do 100 MHz. R-330P był następnie rozwijany i stał się zaczątkiem rodziny systemów R-330.
Budową stacji R-330P zajął się Tambowski Naukowo-Badawczy Instytut Inżynierii Radiowej „EFIR” (ros. АО ТНИИР "ЭФИР"). Na wyposażenie oddziałów Armii Radzieckiej został wprowadzony pod koniec lat 70. XX w., następnie był wprowadzany w wojskach państw Układu Warszawskiego.

## Przeznaczenie i działanie
System R-330P Piramida pozwalał na zagłuszanie emisji radiofonicznych z modulacją częstotliwościową oraz radiotelegraficznych z kluczowaniem częstotliwości. Zainstalowane wyposażenie pozwalało na emitowanie zakłóceń szumowych, mowopodobnych, impulsowych oraz telegraficznych. Sygnały zakłócające były emitowane za pomocą anteny logoperiodycznej AN-442, lambda AN-441 i dachowej AN-440. Antena logoperiodyczna była podnoszona na maszcie teleskopowym na wysokość 12,5 m i zapewniała emisję kierunkową o mocy 1 kW w zakresie 100°, antena lambda była mocowana na tym samym maszcie i zapewniała kąt emisji 60° z mocą 0,5 kW. Antena dachowa również miała moc 0,5 kW, ale jej konstrukcja pozwalała na jej użytkowanie podczas ruchu pojazdu.
Rozpoznanie emisji odbywało się za pomocą anteny odbiorczej, szerokopasmowego wzmacniacza wejściowego i dwóch odbiorników R-323. Dane wejściowe były automatycznie porównywane z charakterystykami sprzętu zapisanymi w pamięci stacji. W trybie wykrywania system mógł dokonywać przeszukania wskazanego pasma radiowego, przechwytywania i rejestracji sygnałów oraz śledzenia aktywności źródła emisji. System mógł pracować wyłącznie w jednym trybie – zagłuszania bądź wykrywania. Ponadto użycie radiostacji R-159 wyłączało działanie systemów walki elektronicznej.
W trybie zakłócania system pracował z wykorzystaniem danych o azymucie i częstotliwości pracy źródła emisji. W trybie automatycznym system sprawdzał wskazane częstotliwości i wykrywał emisje radiowe. Czas przestrojenia pomiędzy zadanymi częstotliwościami wynosił 5–15 ms. W przypadku wykrycia emisji następowało automatyczne jej zakłócenie wybranym typem emisji. System pracował w cyklach dwusekundowych, w przypadku braku emisji na danej częstotliwości, trwającej cztery cykle, przełączał się automatycznie w ciągu 0,3 s na kolejną z zadanych częstotliwości. System mógł jednocześnie zakłócać trzy nadajniki pracujące na stałych częstotliwościach lub jeden, który je zmieniał. R-330P mógł pracować jako pojedyncza maszyna lub w sieci tworzonej przez trzy pojazdy. W przypadku współpracy pojazdy mogły zagłuszać tę samą częstotliwość, aby wzmocnić siłę emisji. W czasie pelengacji źródła emisji R-330P mogły być wspierane przez stacje łączności R-363. Stacja mogła prowadzić skuteczne zagłuszanie na dystansie 25 km.
W trybie wyszukiwania system korzystał z odbiorników AN-403, dane były analizowane przez operatorów z wykorzystaniem wskaźnik R-381T1. Przy zakłócaniu korzystano z generatora A-404 i czterech wzbudników Lazur.

## Konstrukcja
System jest zabudowany na 7 kołowym podwoziu transportera opancerzonego MT-LBu. Na jego dachu są zamontowane trzy anteny systemu: AN-442, AN-441 i AN-440. We wczesnych wersjach produkcyjnych główny maszt miał konstrukcję teleskopową. We wszystkich wersjach produkcyjnych maszt jest stabilizowany za pomocą dodatkowych odciągów linkowych. Wnętrze pojazdu zostało wykorzystane do zainstalowania aparatury pomiarowej oraz zagłuszającej. Zasilanie zapewnia autonomiczny agregat, który początkowo znajdował się wewnątrz kadłuba, a następnie został przeniesiony do doczepianego zasobnika z tyłu pojazdu. Maszyna może, po przystosowaniu, pokonywać przeszkody wodne. Wymaga to jednak wcześniejszego demontażu zasobnika z agregatem. Czteroosobowa obsługa potrzebuje 40 minut na rozwinięcie stacji do pozycji roboczej oraz 30 minut na przejście do położenia marszowego.

## W Wojsku Polskim
Ludowe Wojsko Polskie posiadało 10 pojazdów systemu R-330P Piramida, znajdowały się m.in. na wyposażeniu 8 pułku zakłóceń radiowych. Ich ostatni użytkownikiem był 10 batalion rozpoznawczy Strzelców Konnych 11. Dywizji Kawalerii Pancernej z Żagania.

## Użycie bojowe
System został wykorzystany przez Armię Radziecką podczas walk w Afganistanie oraz Czeczenii. Armia syryjska miała go na swoim wyposażeniu podczas wojny domowej.

## Muzea
Jeden z egzemplarzy R-330P jest prezentowany w Krasnodarskim Parku Zwycięstwa. Kolejny jest prezentowany w Muzeum Techniki w Pütnitz. W Polsce R-330P można obejrzeć w Muzeum Sprzętu Wojskowego w Mrągowie.